# Her Code of Honor
Her Code of Honor is een Amerikaanse dramafilm uit 1919 onder regie van John M. Stahl.

## Verhaal
Tijdens haar kunststudie in Parijs wijst Helen haar medestudent Tom Davis af voor de getrouwde Fransman Jacques. Helen en Jacques krijgen samen een dochter. Op haar sterfbed vertrouwt Helen haar dochter Alice toe aan Tom. Jaren later verlooft Alice zich met Eugene La Salle. Wanneer Eugene zijn verlovingsring tevoorschijn haalt, herkent ze daarin een ring van Jacques die haar moeder haar ooit had beschreven. Daardoor is het stel ervan overtuigd dat ze broer en zus zijn. Alice en Eugene besluiten om zichzelf van kant te maken, maar Eugene ontdekt op de valreep dat Jacques eigenlijk slechts zijn stiefvader was.

## Rolverdeling
| Acteur              | Personage       |
| ------------------- | --------------- |
| Florence Reed       | Helen / Alice   |
| William Desmond     | Eugene La Salle |
| Robert Frazer       | Richard Bentham |
| Irving Cummings     | Jacques         |
| Alec B. Francis     | Tom Davis       |
| Marcelle Roussillon | Jane            |
| George Stevens      |                 |